# Fredrik Bruckmann
Fredrik Bruckmann, född i Stockholm, var en svensk emaljmålare och guldsmed.
Bruckmanns födelse och dödsår är obekanta. Han blev borgare i Genève 1685 och var anlitad av det franska hovet i Paris 1695-1699 där han för Ludvig XIV utförde ett betydande antal porträtt av kungen i emaljerad relief på dosor, avsedda som presenter. Bruckmann var representerad vid Artus samling i Paris.